# テレビ道新6:30
『テレビ道新6:30』（テレビどうしん・ろく・さん・まる）は、北海道文化放送が1979年4月2日から1984年9月28日まで放送されていた北海道向けの平日夕方のローカルワイドニュース番組。

## 番組概要
- 全国ニュース『FNNニュースレポート6:00』の開始から半年間放送されていたローカルニュース『道新ニュースプリズム』の後継番組として放送され、北海道文化放送の親会社である北海道新聞の記者・論説委員がキャスターを務めていた。
- 1984年10月1日から、全国ニュースが『FNNスーパータイム』（キー局フジテレビを含め、一部系列局<大抵は「FNN 〇〇〇スーパータイム」>でも使用されていた）に番組改編された事に伴い、全国ニュースとローカルニュースが統合されて1時間に拡大された新番組の『FNNイブニングニュース』（UHBでの独自タイトル）となった。
- テーマ曲は当初は独自の音楽を使用したが､途中から『道新ニュース』で使用されていた曲（元は『FNNニュースレポート6:30』のテーマ曲）を使用した｡
  - 初代はヘリコプターから取った映像にまず6がグルグル回転しながら現れ静止すると右から｢:30｣もグルグル回転して表示。「6:30｣が完成すると右から「テレビ道新」がスライドして表示するテロップアニメ。独自音楽｡
  - 2代目は映像が3分割になったOP（左には様々なニュース､右はUHBのヘリコプター､下は副調整室の映像）で6:30が上下で分割したりするテロップアニメ。
  - 3代目はアニメーションを使用したもの｡音楽は1世代前の物と同じ。

## 歴代メインキャスター
- 1979年4月2日～1980年10月3日 - 北川日出冶編集局総務

のちに北海道新聞社の代表取締役社長→代表取締役会長となる。
- 1980年10月6日～1983年4月1日 - 富永守雄編集委員[1]
- 1983年4月4日～1984年9月28日 - 錦織俊一編集委員

次番組『uhbイブニングニュース』も続投。
役職は担当当時のものである。

## サブキャスター
全員がUHBのアナウンサー
- 石田園恵
- 大崎誠子
- 千葉真鈴

## 放送時間
- 1979年4月2日 - 1984年9月28日 月曜日 - 金曜日 18:30 - 18:54